# Ichneumonoidea
Ichneumonoidea är en överfamilj av steklar. Ichneumonoidea ingår i ordningen steklar, klassen egentliga insekter, fylumet leddjur och riket djur. Enligt Catalogue of Life omfattar överfamiljen Ichneumonoidea 42372 arter. 

## Bildgalleri

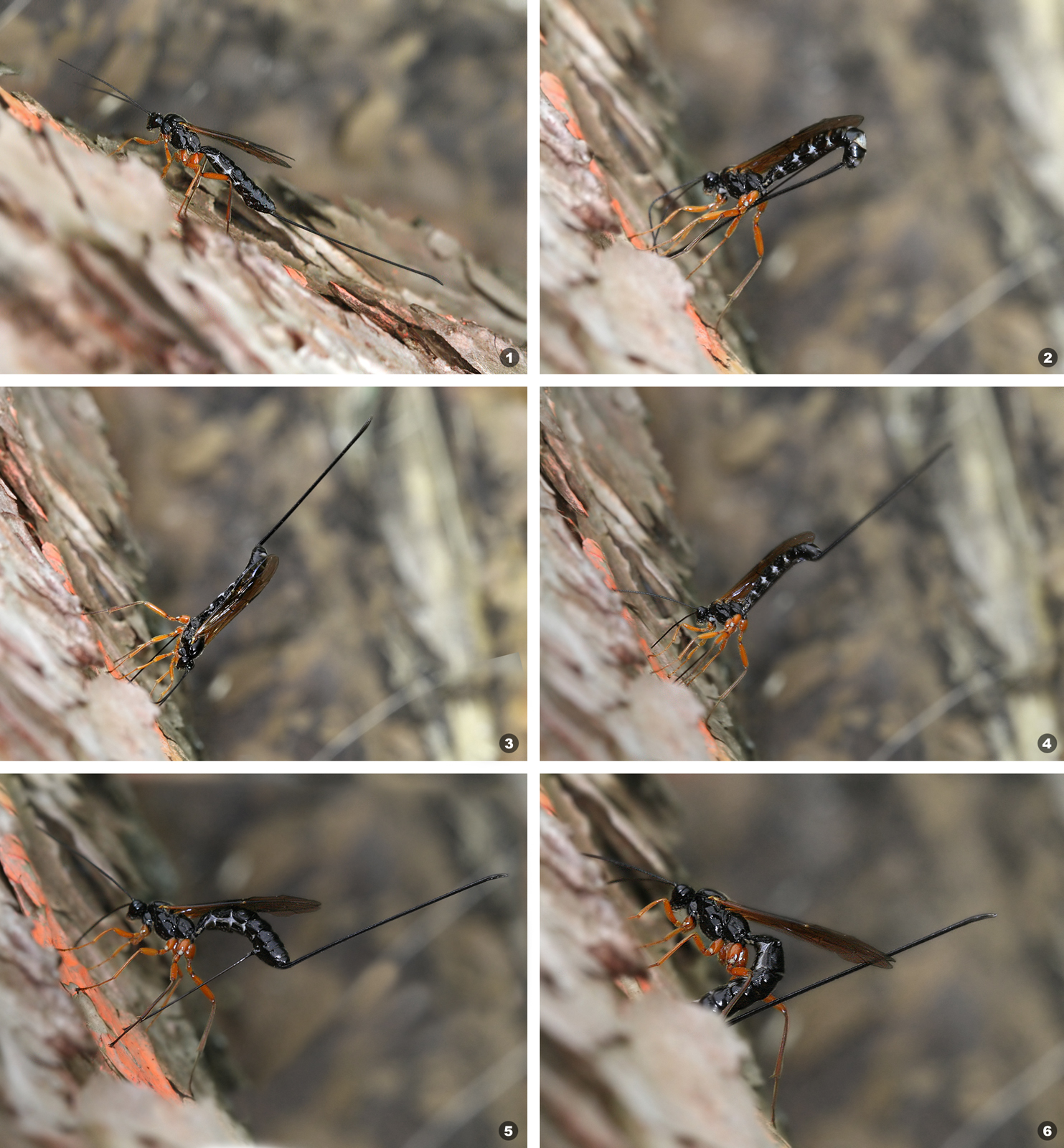
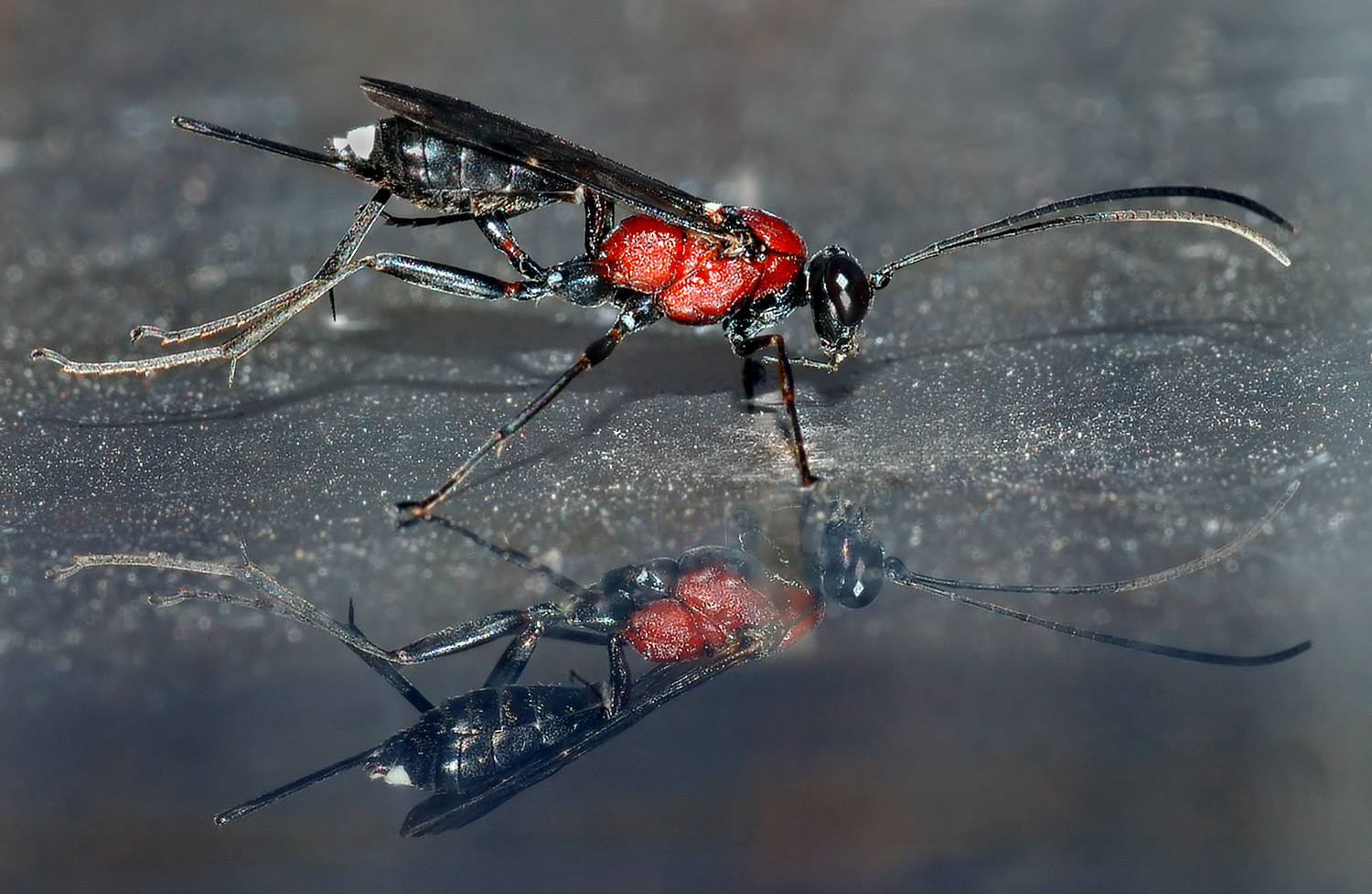
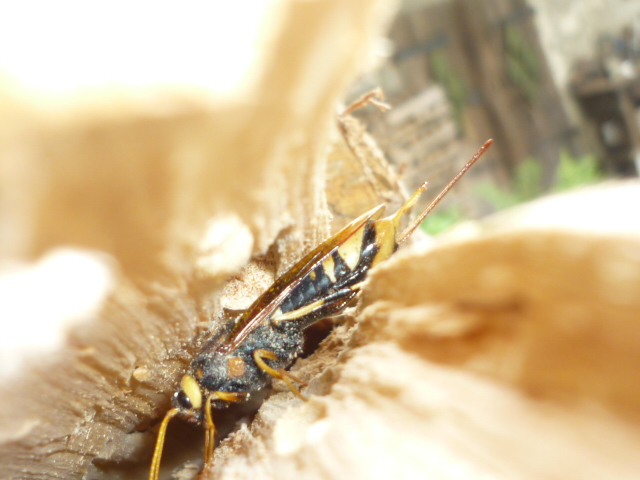

## Familjer enligtCatalogue of Life[1]
- Bracksteklar (Braconidae)
- Brokparasitsteklar (Ichneumonidae)
- Eoichneumonidae
- Praeichneumonidae